# Lubartów (Landgemeinde)
Die Gmina wiejska Lubartów ist eine Landgemeinde im Powiat Lubartowski der Woiwodschaft Lublin in Polen, Sitz der Gemeinde ist die Kreisstadt Lubartów, die jedoch der Landgemeinde nicht angehört. Die Landgemeinde hat eine Fläche von 158,9 km² und 11.868 Einwohner (Stand 31. Dezember 2020).

## Verwaltungsgeschichte
Von 1975 bis 1998 gehörte die Gmina zur anders zugeschnittenen Woiwodschaft Lublin.

## Gliederung
Zur Landgemeinde Lubartów gehören folgende 23 Schulzenämter:
Annobór
Baranówka
Brzeziny
Chlewiska
Lisów
Łucka
Łucka-Kolonia
Majdan Kozłowiecki
Mieczysławka
Nowodwór
Nowodwór-Piaski
Rokitno
Skrobów
Skrobów-Kolonia
Szczekarków
Trójnia
Trzciniec
Wandzin
Wincentów
Wola Lisowska
Wola Mieczysławska
Wólka Rokicka
Wólka Rokicka-Kolonia
Weitere Orte der Landgemeinde sind Annobór-Kolonia, Kopanina und Stróżek.